# Phare de Cayo Fragoso
Le phare de Cayo Fragoso (en espagnol : Faro de Cayo Fragoso) est un phare actif situé sur Cayo Fragoso, sur le littoral nord de la province de Villa Clara, à Cuba.

## Histoire
Cayo Fragoso est une longue caye faisant partie de l'archipel Sabana-Camagüey au nord de Caibarién.
La première station de signalisation maritime date de 1930. Le phare actuel est situé à l'extrémité nord-est.

## Description
Ce phare est une tour pyramidale à claire-voie, avec une galerie et une lanterne de 18 m de haut. La tour est peinte en blanc. Il émet, à une hauteur focale de 21 m, un éclat blanc par période de 15 secondes. Sa portée est de 10 milles nautiques (environ 19 km).
Identifiant : CU-0284 - Amirauté : J4900 - NGA : 110-12716 .

### Lien connexe
- Liste des phares de Cuba